# Amapasaurus tetradactylus
Amapasaurus tetradactylus är en ödleart som beskrevs av  Osvaldo Rodrigues da Cunha 1970. Amapasaurus tetradactylus är ensam i släktet Amapasaurus som ingår i familjen Gymnophthalmidae. IUCN kategoriserar arten globalt som livskraftig. Inga underarter finns listade i Catalogue of Life.
Artens utbredningsområde är Pará och Amapá i norra Brasilien samt i Franska Guyana där den vanligtvis lever i låglänt tropisk regnskog bland döda löv. Den genomsnittliga kroppslängden utan svans är 31 mm och den genomsnittliga vikten 0,6 g. Individerna lever gömd i lövskiktet. Enligt ett fåtal studier saknar arten förmåga att tappa svansen.